# Kaple Navštívení Panny Marie (Žiželice)
Kaple Navštívení Panny Marie Žiželicích je barokní sakrální stavba nacházející na okraji obce ve svahu pod silnicí. Duchovní správou spadá pod řeckokatolickou farnost v Chomutově a římskokatolickou farnost Hořetice. Kaple je chráněna jako kulturní památka.

## Historie
Stavba pochází z počátku 18. století a byla původně hřbitovní kaplí. Postavena byla patrně na místě předchozí kaple, z níž se zachoval pouze portál z roku 1660. Kaple byla obnovena roku 1928, jak uvádí letopočet ve fabionu. Poslední opravu prodělala roku 1970. V současnosti je kaple ohrožena rozsáhlým sesuvem půdy z prosince 2023

## Architektura
Kaple je čtvercového půdorysu. Ve zkosených nárožích se nacházejí niky. Hlavní průčelí je trojosé, členěné pilastry, se středním rizalitem. Má konkávně vyžlabené boční části a nástavec s volutovými křídly. Průčelí je ukončeno trojúhelným štítem. Na bočních fasádách jsou obdélná, polokruhově ukončená okna a při nárožích dvojice pilastrů.
Vnitřek kaple je kryt stropem na fabionu. Je zde nástěnná malba Nejsvětější Trojice, která pochází patrně z roku 1928.

## Okolí kaple
Nedaleko kaple se nachází raně barokní sloup z roku 1695. Je kamenný, má úsek kladí. Na jeho vlysu se nachází reliéf Panny Marie, Ukřižování a dvou světců. V blízkosti kaple jsou také dva kamenné kříže z roku 1773.

## Galerie

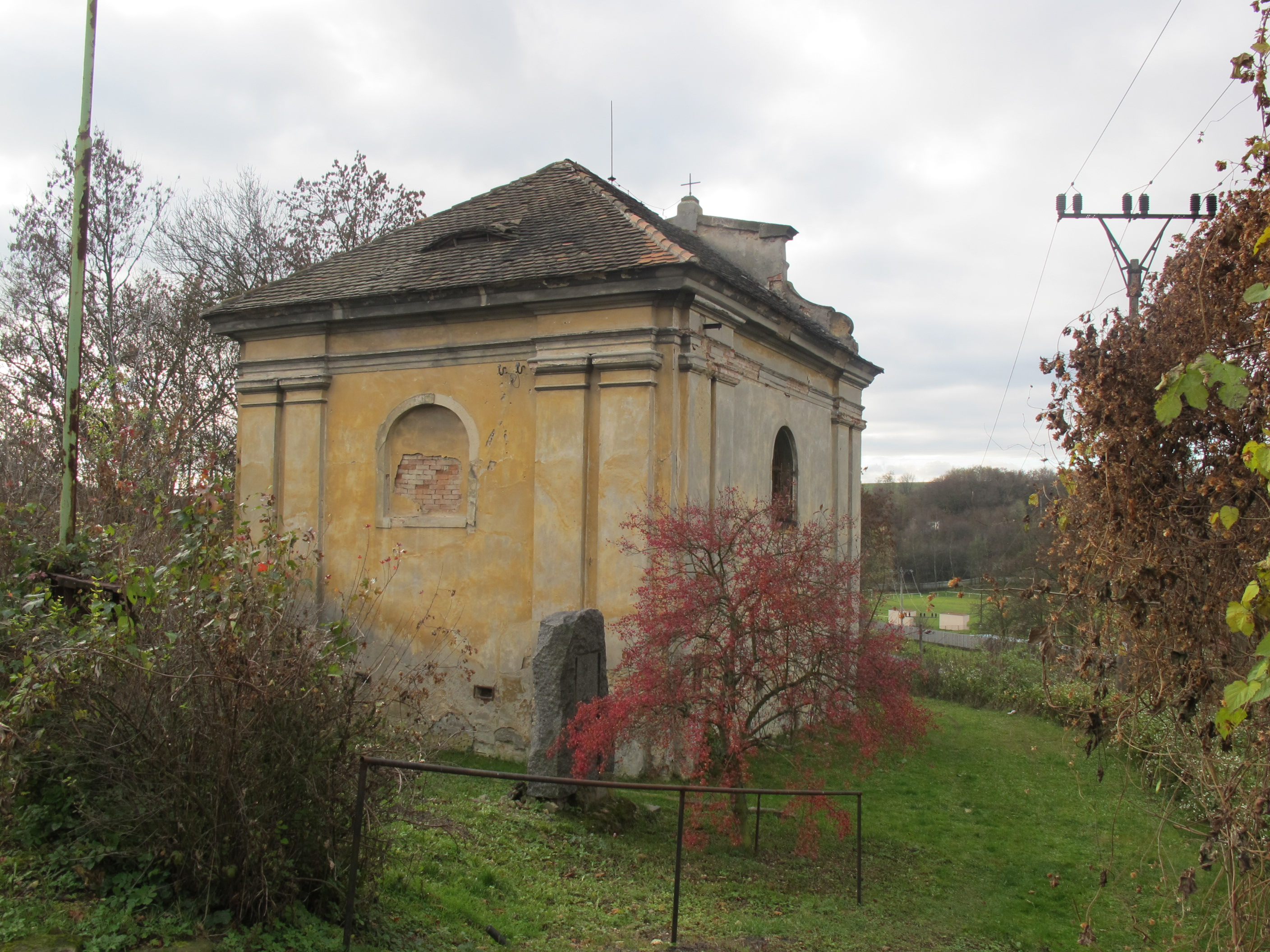
Závěr kaple
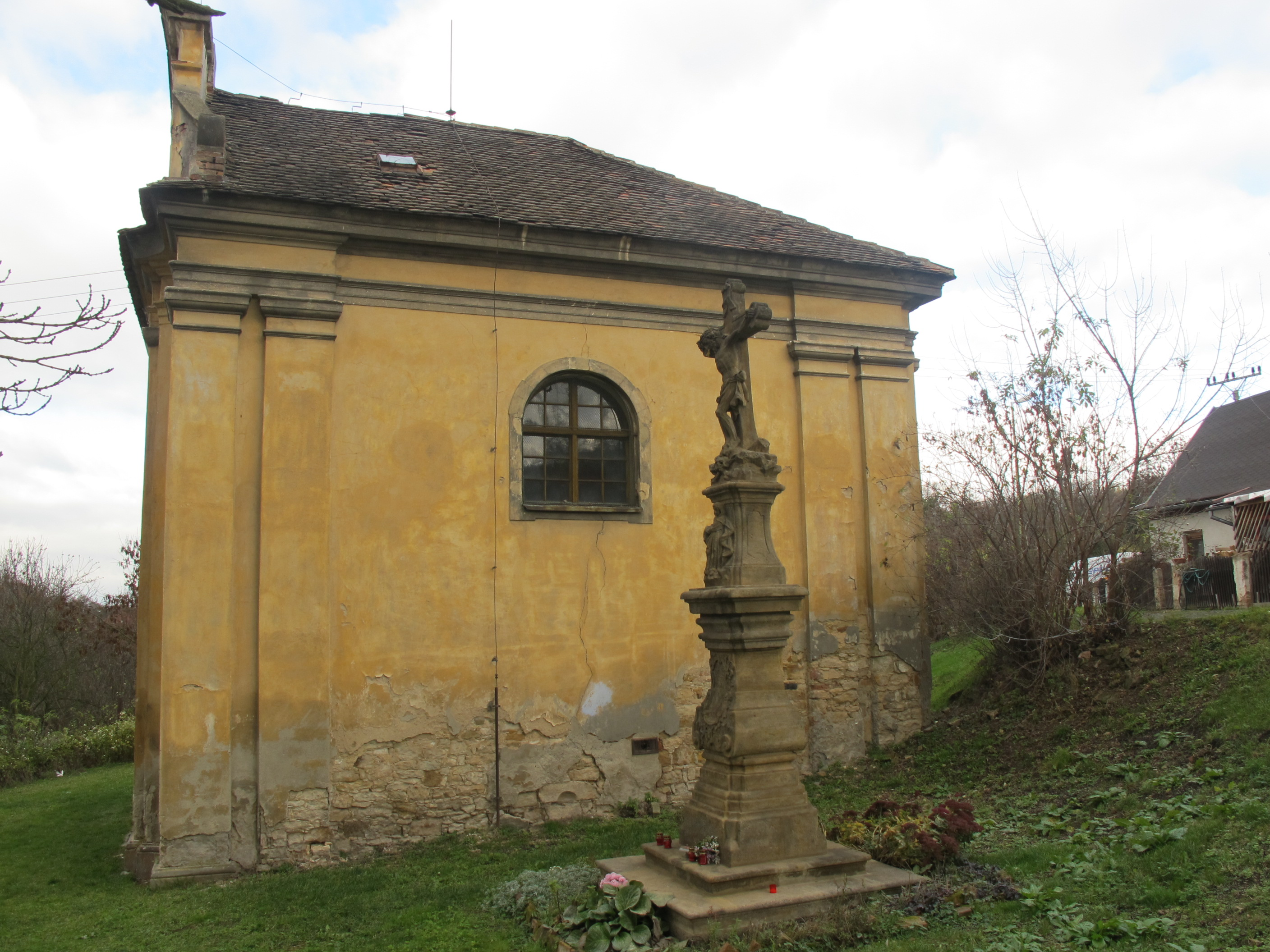
Bok kaple s křížem